# Gladys Egan

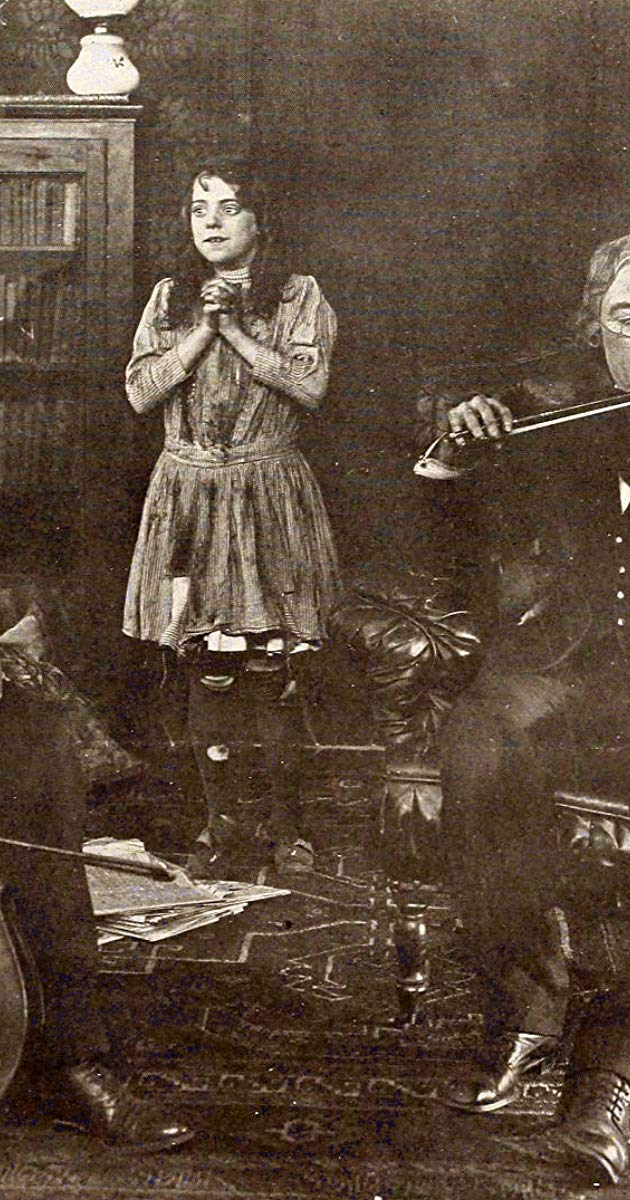
Gladys Egan in All for Her, 1912

Gladys Egan, verheiratete Gladys Egan Jacoby  (* 24. Mai 1900 in Somerville, Massachusetts; † 8. März 1985 in Lemon Grove, Kalifornien), war eine US-amerikanische Schauspielerin der Stummfilmzeit. Sie spielte zwischen 1908 und 1914 in mehr als 100 Filmen der American Mutoscope and Biograph Company mit.

## Werdegang
Gladys Egan wurde als Tochter von Thomas F. Egan und seiner Ehefrau Margarette Sullivan geboren. 1905 ist als Wohnort der Familie Manhattan nachgewiesen. Der Vater arbeitete als Briefträger und Gladys hatte zwölf Geschwister, von denen die meisten früh starben. Ihre ältere Schwester Pearl Margaret Wagner (1897–1971) spielte um 1912 und 1913 ebenfalls in Filmen mit.
Gladys Egan spielte zwischen 1908 und 1914 in mehr als 100 Filmen der American Mutoscope and Biograph Company mit. Ihren ersten Auftritt hatte sie 1908 als Dollie in David Wark Griffith’ erster Regiearbeit The Adventures of Dollie. Es folgte die Rolle der Tochter von Florence Lawrence in Behind the Scenes. Eine ihrer eindrucksvollsten Rollen war bereits im ersten Jahr die Tochter eines Buren in The Zulu’s Heart, einem der zahlreichen Beispiele für Blackfacing im Stummfilm. Darin gewinnt Gladys nach dem Mord an ihrem Vater das Mitgefühl eines Zulu-Kriegers, der sie verschont und vor der Ermordung durch andere Krieger bewahrt. Eine ähnliche Konstellation bieten die Bürgerkriegsdramen His Trust und His Trust Fulfilled von 1911. Hier handelt der schwarze Diener einer ermordeten Südstaatenfamilie ähnlich, indem er Gladys und ihre Mutter nach dem Tod des Vaters beschützt und Gladys trotz eigener Not die Ausbildung finanziert und ihr die Rückkehr in die gehobene Gesellschaft ermöglicht. In Romance of a Jewess war Gladys 1908 die Tochter der sterbenden Florence Lawrence, die auf den Straßen der Lower East Side nach einem Pfandleiher sucht, bei dem sie die Halskette der Mutter versetzen kann. Im folgenden Jahr spielte sie in Der Weizenkönig (Originaltitel: A Corner in Wheat) die Rolle eines verhungernden Kindes.
Nach 1912 trat Gladys nur noch in wenigen Filmen auf, meist unter dem Regisseur James Kirkwood. Egans letzter Film war 1914 Men and Women von James Kirkwood, mit Blanche Sweet und Lionel Barrymore.
Über Gladys Egans Leben nach dem Film ist wenig bekannt. Ab 1917 besuchte sie eine Sekretärinnenschule, später arbeitete sie in New York als Stenografin. Aus Berichten der Volkszählungen, Sozialversicherungsunterlagen und Nachrufen lässt sich rekonstruieren, dass sie seit 1927 oder 1928 mit John "Jack" Edson Jacoby (1886–1948) verheiratet war, einem Vertriebsingenieur der Autobranche. Ihre Tochter Joyce wurde 1937 geboren und die Familie zog bald darauf nach Detroit, Michigan. Nach dem Tod John E. Jacobys im Jahr 1948 zog Gladys Jacoby mit ihrer Tochter nach Kalifornien.

## Filmografie (Kurzfilme)
- 1908: Dollys Abenteuer (The Adventures of Dollie)
- 1908: Behind the Scenes
- 1908: The Stolen Jewels
- 1908: The Zulu’s Heart
- 1908: The Vaquero’s Vow
- 1908: Romance of a Jewess
- 1908: After Many Years
- 1908: An Awful Moment
- 1908: The Christmas Burglars
- 1909: One Touch of Nature
- 1909: The Girls and Daddy
- 1909: The Golden Louis
- 1909: The Roue’s Heart
- 1909: I Did It
- 1909: The Voice of the Violin
- 1909: The Medicine Bottle
- 1909: Jones and His New Neighbors
- 1909: A Drunkard’s Reformation
- 1909: What Drink Did
- 1909: The Lonely Villa
- 1909: The Faded Lilies
- 1909: Was Justice Served?
- 1909: The Way of Man
- 1909: The Message
- 1909: The Country Doctor
- 1909: Jealousy and the Man
- 1909: A Convict’s Sacrifice
- 1909: The Slave
- 1909: They Would Elope
- 1909: The Seventh Day
- 1909: The Children’s Friend
- 1909: A Fair Exchange
- 1909: Wanted, a Child
- 1909: The Little Teacher
- 1909: His Lost Love
- 1909: In the Watches of the Night
- 1909: What’s Your Hurry?
- 1909: In the Window Recess
- 1909: Through the Breakers
- 1909: Der Weizenkönig (A Corner in Wheat)
- 1909: In a Hempen Bag
- 1909: A Trap for Santa Claus
- 1909: In Little Italy
- 1909: The Heart of an Outlaw
- 1910: The Rocky Road
- 1910: The Call
- 1910: One Night, and Then --
- 1910: The Englishman and the Girl
- 1910: The Newlyweds
- 1910: Gold Is Not All
- 1910: As It Is in Life
- 1910: Thou Shalt Not
- 1910: The Way of the World
- 1910: The Unchanging Sea
- 1910: A Child of the Ghetto
- 1910: In the Border States
- 1910: A Child’s Impulse
- 1910: A Child’s Faith
- 1910: As the Bells Rang Out!
- 1910: Unexpected Help
- 1910: The House with Closed Shutters
- 1910: A Salutary Lesson
- 1910: The Usurer
- 1910: The Sorrows of the Unfaithful
- 1910: Little Angels of Luck
- 1910: A Summer Tragedy
- 1910: Rose o’ Salem Town
- 1910: Examination Day at School
- 1910: The Iconoclast
- 1910: The Broken Doll
- 1910: The Banker’s Daughters
- 1910: The Passing of a Grouch
- 1910: Waiter No. 5
- 1910: The Troublesome Baby
- 1910: A Child’s Stratagem
- 1910: His Sister-In-Law
- 1911: His Trust: The Faithful Devotion and Self-Sacrifice of an Old Negro Servant
- 1911: His Trust Fulfilled
- 1911: His Daughter
- 1911: Conscience
- 1911: Paradise Lost
- 1911: The Two Sides
- 1911: The Crooked Road
- 1911: A Romany Tragedy
- 1911: Fighting Blood
- 1911: Bobby, the Coward
- 1911: The Last Drop of Water
- 1911: The Ruling Passion
- 1911: The Blind Princess and the Poet
- 1911: The Village Hero
- 1911: The Making of a Man
- 1911: The Empty Crib
- 1912: Mrs. Matthews, Dressmaker
- 1912: The Sunbeam
- 1912: The Romance of an Old Maid
- 1912: All for Her
- 1912: His Love of Children
- 1912: Votes for Women
- 1912: The Heart of a Gypsy
- 1912: Two Little Rangers
- 1912: A Child’s Remorse
- 1912: In the North Woods
- 1912: The Painted Lady
- 1913: Fate
- 1913: The Dream Home
- 1913: McGann and His Octette
- 1913: Red and Pete, Partners
- 1913: Ten Nights in a Barroom (kein Kurzfilm)
- 1914: Men and Women